# 弗朗索瓦·周
弗朗索瓦·周（英語：François Chau，1959年10月26日—），柬埔寨越南華裔美國演員。出生於柬埔寨金邊的越南華人家庭，6歲時隨家人搬回越南，居住于西貢（今胡志明市），7歲時因逃離越南戰爭，搬到法國不久后，又舉家移民美國，他最知名的角色是在ABC的《LOST檔案》中飾演Pierre Chang、電影《21成人鳥》中飾演Dr. Chang，以及於2015年在Syfy的《太空無垠》中飾演實業家Jules-Pierre Mao。

## 外部連結
- François Chau （页面存档备份，存于） Official Site
- François Chau在互联网电影资料库（IMDb）上的資料（英文）
- AArisings A-Profiler Interview Published November 18, 2007